# علم هوانوردی
علم هوانوردی (به انگلیسی: Aeronautics) بخشی از دانش مکانیک است که به قانون‌های فیزیکی حاکم بر وسائل پرنده مانند هواپیما می‌پردازد.

## دانش هوانوردی در هواپیما
بر هواپیمایی که در حال پرواز یک‌نواخت و مستقیم است چهار نیرو وارد می‌شود:
- نیروی پیش‌رانش که هواپیما را به جلو می‌برد.
- نیروی برآر (Lift) ناشی است از شکل بال هواپیما و سرعت هواپیما و همچنین زاویه قرارگیری بال هواپیما نسبت به جریان هوا و هواپیما را به بالا می‌برد.
- نیروی پسار (Drag) یا نیروی مقاوم هوا که جهت آن رو به عقب هواپیما است و همواره در مقابل نیروی پیش رانش قرار دارد و مقدار آن بستگی به شکل بال هواپیما و سرعت هواپیما و همچنین زاویه قرارگیری بال هواپیما نسبت به جریان هوا دارد.
- نیروی وزن (W) که هواپیما را به پائین می‌کشاند. و از طریق گرانش زمین می‌باشد.

نیروی پیش‌رانش در خلاف جهت نیروی پسا است و نیروی وزن هواپیما در خلاف جهت نیروی برا قرار دارد. اگر نیروی پیش‌رانش بزرگ‌تر از نیروی پسا یا مقاومت هوا نباشد هواپیما دچار واماندگی خواهد شد و همچنین برای پرواز باید نیروی برآ از نیروی وزن بیشتر باشد تا هواپیما بتواند از زمین بلند شده و پرواز کند. وزن هواپیما ثابت است (بدون در نظر گرفتن وزن سوخت) ولی در شرایط مختلف پرواز نیروهای دیگر (نیروی برآر و نیروی پسار و نیروی پیش‌رانش) ممکن است تغییر نمایند؛ مثلاً در هنگام اوج‌گیری که زاویه هواپیما نسبت به افق بیشتر است نیروی پسا هم بیشتر خواهد بود. اگر توان موتور یا نیروی پیش‌رانش نتواند نیروی پسار ایجاد شده در اثر افزایش زاویه پرواز هواپیما را جبران کند، هواپیما دچار واماندگی خواهد شد. همچنین نیروی برا هم با افزایش سرعت هواپیما افزایش خواهد یافت و با ارتفاع گرفتن هواپیما در اثر رقیق شدن هوا (در صورت ثابت بودن سرعت هواپیما) کاهش می‌یابد.

## نیروی بَرآ
نیرویی که همواره به سمت بالا وارد می‌شود و باعث می‌شود که هواپیما یا سایر وسایل پروازی به سمت بالا در خلاف نیروی وزن حرکت کنند. مقدار آن از طریق رابطه زیر بدست می‌آید:
{\displaystyle 1/2dv2sCl}
d:چگالی یا غلظت هوا
v:سرعت
s:مساحت سطح بال
Cl:ضریب مقدار نیروی برآر 

## بررسی سطوح پروازی از دیدگاه فیزیکی
Leading Edge:لبه جلویی بال
Trailing Edge:لبه پشتی بال

قسمت‌های مختلف یک ماهی‌واره. که در ان دو قسمت اصلی در ابتدا و انتهای بال قرار گرفته‌است.

Chord/Chord Line:محور فرضی که از ابتدای بال تا انتهای ان کشیده شده‌است
Angle of Attack:زاویه بین باد و امتداد خط Chord Line

## نمودار تغییرات برآر بر حسب زاویه حمله

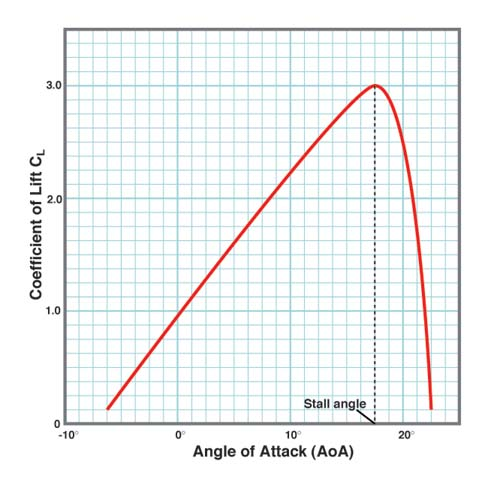
نمودار فوق تغییرات زاویه حمله و مقدار برآر را نشان می‌دهد

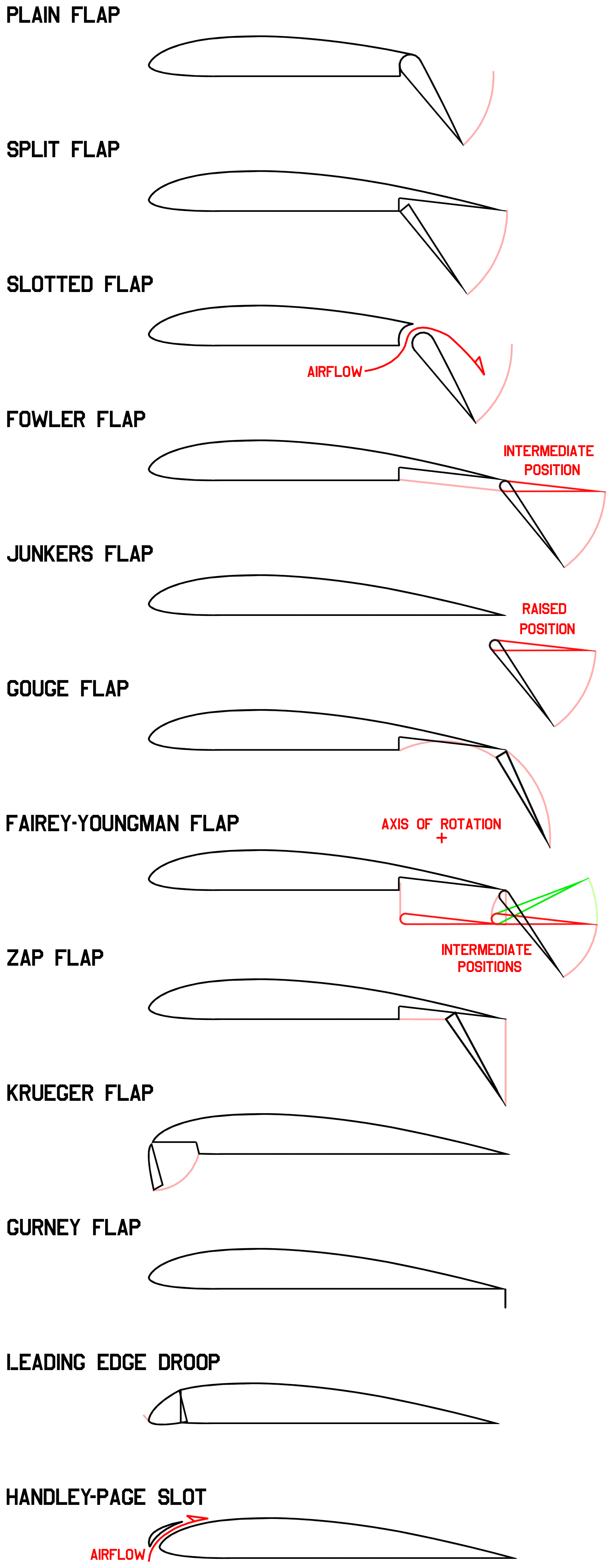
در تصویر نحوه کارکرد فلاپ را می‌توان مشاهده کرد

## همان‌طور که در نمودار تغییراتنیروی برآربر حسب زاویه حمله نمایان است
هر چه مقدار زاویه حمله افزایش یابد مقدار لیفت افزایش خواهد یافت
این مقدار تا نقطه‌ای به نام اوج ادامه خواهد یافت.
از این نقطه به بعد با افزایش زاویه حمله مقدار برآر به سرعت کاهش پیدا خواهد کرد
طبق فرمول با کاهش ضریب لیفت مقدار لیفت نیز کاهش پیدا می‌کند.
راه‌های متعددی برای افزایش زاویه حمله موجود است
از جمله استفاده از فلاپ‌ها.
مقدار ضریب برآر همیشه از رابطه زیر بدست می‌آید:
{\displaystyle Cl:L/qS=L/1/2DU2S}
همواره نیروی وزن برابر است با جرم هواپیما در ثابت گرانش
نیروی پیشرانش همواره از طریق موتور هواپیما تولید می‌شود